# Lorenzo Grabau
Lorenzo Grabau, född 1965 i Rom, är en italiensk företagsledare som var koncernchef och VD för den svenska investmentbolaget Investment AB Kinnevik sedan 1 maj 2014 när han efterträdde Mia Brunell Livfors. -7 dec 2016 efter att ha fått sparken med omedelbar verkan. Går dock inte lottlös utan får miljoner i fallskärm. Han arbetade dessförinnan för Merrill Lynch & Co., Inc. mellan 1990 och 1994 och var delägare och disponent för Goldman Sachs International mellan 1994 och 2011. Från 2011 och fram till han blev koncernchef och vd för Kinnevik, fick han styrelseplatser i Modern Times Group MTG AB (2011-2015), Kinnevik (2013-2014), Millicom International Cellular S.A (2013-) och Zalando SE (2013-). Under 2014 blev han också utsedd att vara ledamot i telekommunikationsföretaget Tele 2 AB och holdingbolaget Qliro Group AB.
Han studerade nationalekonomi vid La Sapienza.
Grabau arbetade på 1980-talet som bland annat skådespelare och var med i filmerna "Camping del Terrore" och "Un'australiana a Roma", i den senare filmen spelade han mot den australiensiska skådespelerskan Nicole Kidman.